# Du får inte
Du får inte är en singel av Sonja Aldén från hennes andra album "Under mitt tak" från 2008. Låten släpptes i september 2008. Den gick in på 24:e plats på svenska hitlistan och på 8:e plats på Sverige topp 40. Både texten och musiken är skriven av Sonja Aldén själv.

## Listplaceringar
| Lista (2008) | Topplacering |
| ------------ | ------------ |
| Sverige      | 17           |

### Fotnoter
1. ↑  ”Under mitt tak”. Svensk mediedatabas. 26 februari 2008. http://smdb.kb.se/catalog/id/002465149. Läst 22 november 2014.
2. ↑  ”Du får inte”. Swedishcharts. 26 februari 2008. http://www.swedishcharts.com/showitem.asp?interpret=Sonja+Ald%E9n&titel=Du+f%E5r+inte&cat=s. Läst 1 januari 2009.